# Draga neprijateljica
Draga neprijateljica je meksička telenovela koju je producirao Lucero Suarez, a režirao Gaston Tuset. Telenovela je rađena prema originalnoj ideji Erike Johanson i Pabla Serre.

## Sinopsis
Lorena i Sara su dvije mlade djevojke, koje su zajedno odrasle u sirotištu, te iako su različitih karaktera, vole se i smatraju se pravim sestrama. Lorena sanja o osnivanju vlastite obitelji i obožava kuhati. Sara je više materijalistične prirode; uvijek je mrzila siromaštvo u sirotištu. Njezin je najvažniji cilj steći veliko bogatstvo. 
Lorenina najveća želja je da postane šefica kuhinje u restoranu, te se jednog dana odluči oprostiti od časnih sestara koje su je odgajale sve ove godine i odlazi na studiranje kulinarstva u Meksiko. Isti dan, časna sestra Asuncion saznaje kako je Sara krala novac od sirotišta. Kad joj se suprotstavi, Asuncion doživi srčani udar i premine. Sara pobjegne zajedno sa svojim ljubavnikom i pomagačem Chalom, vozačem iz sirotišta. Kako bi izbrisala sve tragove o svojoj prisutnosti, krade svoj i Lorenin dosje. Kad ih pročita, Sara shvati kako je pronađena na odlagalištu smeća, no Lorenu je u sirotište, bez ikakvog objašnjenja, dovela njena baka, milijunašica Hortensia Armendariz, koja je vrlo zla žena. Sara prvotno želi pronaći Lorenu i reći joj istinu o njenom podrijetlu, no kad bolje promisli odluči sama uzurpirati Lorenino mjesto i predstaviti se Hortensiji kao njena unuka.
U međuvremenu, Lorena je pronašla posao kao kuhareva pomoćnica u tvrtki svoje bake. Ubrzo upoznaje i mladog doktora Alonsa u kojeg se zaljubi. Sara i Lorena se susretnu u tvrtki, te Lorenina neprestana prisutnost naživcira Saru. Sara odluči oteti sve što Lorena ima, ujedno i Alonsa. Istovremeno, Hortensia svim se silama trudi da izbjegne bol koju je nanijela svima oko sebe prije nekoliko godina. Kad Lorena saznaje za Sarine zle planove shvaća kako ju zapravo nikad nije poznavala. Usprkos slomljenom srcu, hrabro će se suočiti s izdajom, prezirom i mržnjom. Pronaći će i novu ljubav od osobe od koje je to najmanje očekivala.

## Zanimljivosti
- Lucero Suarez je za svoju novu telenovelu okupila veći dio glumačke ekipe iz svoje prethodne uspješnice Anin dvostruki život. Tako su se Lucero na novom projektu ponovno pridružili Ana Lajevska, Jorge Aravena, Maria Rubio, Miguel Angel Biaggio, Eduardo Rivera, Mauricio Aspe, Soccoro Bonilla, Hector Ortega i Alexandra Graña.
- Glavnu temu telenovele Te ha robado (Ukrao sam ti) interpretira slavni pjevač Manuel Mijares.
- Iran Castillo je bila spominjana kao potencijalna protagonistica telenovele, no odbila je ulogu zbog nastupanja u seriji El Pantera. Za ulogu Alonsa audiciji je pristupio William Levy, koji je naposljetku odbio ulogu zbog ponuđene uloge u telenoveli Oprezno s anđelom.
- Za naslov telenovele spominjali su se Malas compañias (Loša društva) i Amistades Peligrosas (Opasna prijateljstva).

## Uloge
| Glumac/ica           | Lik                                            |
| -------------------- | ---------------------------------------------- |
| Ana Lajevska         | Lorena de la Cruz/Lorena Armendariz Ruiz       |
| Gabriel Soto         | Alonso Ugarte Solano                           |
| Jorge Aravena        | Ernesto Mendiola Chavez                        |
| Carmen Becerra       | Sara de la Cruz                                |
| Maria Rubio          | Hortensia Armendariz                           |
| Hector Ortega        | Toribio Ugarte                                 |
| Luz Maria Jerez      | Barbara Amescua de Armendariz                  |
| Luis Xavier          | Jaime Armendariz                               |
| Socorro Bonilla      | Zulema Ruiz de Armendariz                      |
| Alfonso Iturralde    | Omar Armendariz                                |
| Mauricio Aspe        | Arturo Sabogal                                 |
| Miguel Angel Biaggio | Gonzalo "Chalo" Carrasco †                     |
| Marco Mendez         | Bruno Palma †                                  |
| Luz Elena González   | Diana Ruiz                                     |
| Bibelot Mansur       | Rosalbina "Rossy" Lopez Martinez de Armendariz |
| Patricia Martinez    | Maria Eugenia "Maruja" Martinez de Armendariz  |
| Sharis Cid           | Paula Ugarte de Aguilar                        |
| Eduardo Rivera       | Dario Aguillar                                 |
| Zully Keith          | Catalina Huerta de Sabogal                     |
| Dalilah Polanco      | Greta                                          |
| Jose Carlos Femat    | Julían Ruiz                                    |
| Alexandra Graña      | Jacqueline Hernandez                           |
| Jose Manuel Lechuga  | Vasco Armendariz Amescua                       |
| Abraham Stavans      | Santiago Arredondo                             |
| Abril Campiño        | Noemi Serrano                                  |
| Adanely Núñez        | Valeria                                        |
| Danna Paola          | Bettina Aguillar                               |
| Jesus Zavala         | Iván Liñán Mendiola                            |
| Jorge Trejo          | Jorge                                          |

### Gostujuće uloge
| Glumac/ica           | Lik               |
| -------------------- | ----------------- |
| Nuria Bages          | sestra Asuncion † |
| Maria Alicia Delgado | sestra Trinidad   |
| Mercedes Vaughan     | sestra Carmela    |
| Juan Pelaez          | Fafy Cuenca †     |
| Lina Santos          | Jimena            |
| Ana Patricia Rojo    | Ana Patricia Rojo |

## Sarini zločini

### Ubojstva
- Chalo: Sara ga je ubila prevelikom dozom droge u soku u 73. epizodi jer je tražio mnogo novaca za svoju šutnju.
- Bruno: Sara ga je ubila otrovom u vinu koje je bilo namijenjeno Fafyju Cuenci u 105. epizodi jer se htio oženiti njome i dijeliti njezino nasljedstvo od Fafyja.
- Dva policajca: Sara je uzela pištolj jednog policajca u policijskom autu i njime ubila tog policajca i policajca vozača u 108. epizodi.
- Sarina majka: Sara je ubila u zatvoru u 110. epizodi. U toj je epizodi otkriveno da ju je majka ostavila na smeću, jer ju je napustio Sarin otac.

### Pokušaji ubojstava
- Jaime: Sara i Chalo su ga pokušali ubili tako da je Chalo otkočio kočnice na Jaimevom autu, no na kraju je Vasco nastradao. Sara je to učinila da Hortensia pripiše njezino nasljedstvo na Saru.
- Hortensia: Sara je Hortensiu pokušala ubiti dva puta. Prvi put je gurnula Hortensiu niz stube nakon čega je ona pala u komu. Sara je to učinila jer je Hortensia htjela napraviti svoju DNK analizu i njenu. Drugi put je pokušala ugušiti jastukom da Hortensia ne promijeni oporuku, no Lorena u taj čas dolazi.
- Zulema: Sara i Bruno su pokušali ubiti Zulemu tako da je Bruno zamijenio novi lijek sa starim na Zuleminoj operaciji koju je obavio Alonso. Tako je krivnja spala na njega, a Lorena je bila utučena. Zulema je pala u komu, a probudila se nakon godinu dana i nešto više.
- Fafy Cuenca: Sara je planirala ubiti Fafyja mnogo puta, no jedanput je Bruno otkočio kočnice na Fafyjevom autu. Fafy je taman tada htio prodati auto, no mehaničar je otkrio kvar. Fafy je kasnije umro preko noći na spavanju, a mrtvog ga je našla Sara.

## Ostali zločini
- Krivotvorenje: Sara je kod Chalovog prijatelja Tona krivotvorila svoj i Lorenin dosje.
- Lažna identifikacija: Sara se predstavila Hortensiji i drugima kao Hortesijina nećakinja i unuka.

## Vanjske poveznice
- Uvodna špica telenovele
- Službena stranica  Arhivirana inačica izvorne stranice od 3. travnja 2009. (Wayback Machine)
- Trailer